# Irlands historie 1801-1922
|  | Artiklen indgår i en serie om Irlands historie |
Fra 1801 til 1922 var Irland en del af Det Forenede Kongerige Storbritannien og Irland (UK). Irland blev næsten styret direkte fra det britiske parlament i London. Irland kæmpede med store økonomiske problemer som kartoffelpesten i 1840'erne. Der foregik i den sidste del af det 19. århundrede en energisk, men forgæves, kamp for irsk hjemmestyre, der blev overskygget af en moderat nationalisme af militante separatister.
I 1922, efter afslutningen på Den irske uafhængighedskrig, udtrådte 26 sydlige og vestlige grevskaber fra det Forenede Kongerige og dannede Den Irske Fristat. De seks nordøstlige grevskaber, der blev til Nordirland, blev i Det forenede Kongerige.

## Unionsloven og katolsk frigørelse
Irland begyndte det 19.århundrede påvirket af den irske opstand i 1798. Fanger blev stadig deporteret til Australien, og der var stadig sporadiske kampe i Wicklow. I 1803 var der sågar endnu en mislykket opstand anført af Robert Emmet. Unionsloven i 1800, der forfatningsmæssigt gjorde Irland en del af den britiske stat, var et forsøg på at imødekomme kritikken bag opstanden i 1798 og at forebygge, at der skulle opstå en base, der kunne destabilisere Storbritannien ved en udenlandsk invasion.
I 1800 vedtog det irske og det britiske parlament Unionsloven, der fra 1.januar 1801 nedlagde den lovgivende forsamling i Irland og forenede kongeriget Irland med kongeriget Storbritannien i det forenede kongerige Storbritannien og Irland. Efter et forsøg blev loven vedtaget, efter bestikkelse af parlamentsmedlemmer i begge kamre, der fik adelstitler og andre "opmuntringer".
Irland blev nu regeret af myndigheder udpeget i London. Det gjaldt vicekongen af Irland (Lord Lieutenant of Ireland), der blev udpeget af kongen. Den engelske premierminister valgte premierministeren i Irland (Chief Secretary of Ireland). I løbet af det 19. århundrede overtog det britiske parlament kongens tidligere udøvende og lovgivende funktion i regeringen. Derfor blev den ledende premierminister vigtigere end den vicekongen, der blev symbolsk. Efter nedlæggelsen af det irske parlament blev irere valgt til parlamentet i Westminster. Den britiske administration "Dublin Castle" forblev til 1922 domineret af protestanter til den irske uafhængighed.
Grunden til, at Unionen forekom mange katolikker tiltrækkende, var, at der blev lovet afskaffelse af straffeloven, der diskriminerede katolikker, og katolsk frigørelse. Kong George III satte imidlertid en stopper for løfterne, da han ikke ville godkende katolsk frigørelse, der gik mod hans kroningsed, hvor han havde lovet at beskytte den anglikanske kirke. En kampagne anført af advokaten og politikeren Daniel O´Connell og hans Katolske Selskab førte til, at den katolske frigørelse opnåede indrømmelser i 1829, så katolikker kunne sidde i parlamentet. Et Ophævelse-Selskabet, under ledelse af O´Connell fortsatte arbejdet for ophævelse af unionsloven og for reetablering af irsk selvstyre, men uden held. O´Connells politiske midler var overvejende fredelige med masseforsamlinger for at vise tilslutningen. Selv om O´Connell ikke fik genetableret det irske selvstyre, høstede han politiske frugter i kraft af etableringen af lokalt selvstyre i provinser og grevskaber og fik indført fattigdomslove.

## Den Store Hungersnød
Tekst mangler, hjælp os med at skrive teksten

## Det unge uerfarne Irland/ Det irske Forbund
Tekst mangler, hjælp os med at skrive teksten

## Jordbevægelsen og landbrugets genopståen
Tekst mangler, hjælp os med at skrive teksten

## Hjemmestyrebevægelsen
Tekst mangler, hjælp os med at skrive teksten

## Social- og arbejdskonflikter
Omend nationalisme var det dominerende tema i irsk politi, var sociale og økonomiske spørgsmål langt fra fraværende og blev aktuelle i de første årtier af det 20. århundrede. Dublin var en by, der var præget af ekstrem fattigdom og rigdom, med nogle af de værste slumområder i det britiske imperium. Byen havde et af verdens største "luderkvarterer" Monto (efter dets centrale gade Mountgomery Street i den nordlige del af byen).
Arbejdsløsheden var høj og lønninger og arbejdsforhold ringe i Irland. Som reaktion dannede socialister som James Larkin og James Connolly fagforeninger efter syndikalistiske principper. I Belfast var der i 1907 en omfattende strejke blandt havnearbejderne organiseret af Larkin med 10.000 strejkende og politi, der gjorde mytteri. Et sjældent tilfælde af mobilisering på tværs af nationalister og unionister i Ulster.

## Militant Separatisme
Tekst mangler, hjælp os med at skrive teksten

## Påskeopstanden 1916
Tekst mangler, hjælp os med at skrive teksten

## Irlands udenrigspolitiske situation efter 1922
I 1921 lykkedes det Sinn Féin at gennemtvinge en anglo-irsk traktat, som medførte, at den sydlige del af Irland kunne frigøre sig fra den britiske krone i 1922. Forholdet til briterne efter fristatens oprettelse var stadig uafklaret, dette havde den konsekvens, at Irland stadig var bundet til det britiske imperium grundet Commonwealth. Partiet Fianna Fail begyndte i løbet af 1930'erne at gennemføre nye politiske tiltag, som udmundede i en ny grundlovsændring den 14. juni 1937. Den nye grundlovsændring var den endelige frigørelse fra det britiske imperium, og medførte at E. De Valera udskrev valg og folkeafstemning. Det medførte, at Irland nu stod i en anderledes udenrigspolitisk situation. Som konsekvens af løsrivelsen fra Storbritannien skulle Irland nu stå på egne ben økonomisk set, og søgte derfor om medlemskab i NATO op til flere gange. Første gang Irland søgte om medlemskab var i 1949, hvor deres betingelse var en løsning af delingen af øen. Deres medlemskab blev dog afvist af både briterne og amerikanerne, men dette stoppede ikke Irland, som igen søgte om medlemskab under Koreakrigen. En af de vigtigste årsager til, at Irlands medlemskab blev afvist, var konflikten med Nordirland. Konflikten spillede en stor rolle for Irlands forhold til resten af Europa - især forholdet til briterne, som dog kun er blevet forbedret med tiden i form af traktater.
Efter at være blevet afvist valgte Irland i 1955 at søge om medlemskab i FN, hvor det irske folk gjorde det klart, at man ikke ville stille sig på nogen side under den kolde krig. Optagelsen i FN fik en stor betydning for den udenrigspolitiske situation senere, og allerede i 1956 blev Irlands udtalelser sat på prøvelse, da afkolonisering kom på FN's program. I 1959 blev der igen udskrevet valg, og dette valg skulle senere ende med en stor betydning for Irlands udenrigspolitiske position. Ved valget kom Sean Lemass til magten, og som konsekvens af magtovertagelsen satte Lemass en ny dagsorden, hvor første mål var afbalancering af statsbudgettet, herefter blev en irsk-engelsk handelsaftale indført i 1961, hvilket var et stort skridt på vejen mod et samarbejde med Storbritannien efter handelskonflikten i 1931. Lemass gik ind for et europæisk Irland, som skulle have en betydningsfuld plads i Europa. Dette ønske resulterede i, at Irland blev optaget i det nuværende EU i 1973, hvilket var efter Lemass regeringstid sluttede. I modsætning til den daværende protestantiske politiske retning, havde Lemass præget Irland i en international retning, hvilket også havde stor gavn økonomisk set, hvor Irland oplevede økonomisk vækst i 60'erne.
Lemass regeringsperiode endte i 1962, men hans politiske formåen havde stor betydning for den efterfølgende politik. De følgende år frem til år 2000 udviklede det irske samfund sig i en drastisk globaliseret retning. Kvinderne kom på arbejdsmarkedet og familieplanlægning blev et alment samtaleemne, hvor at prævention spillede en stor rolle. Denne udviklingen belyser også frigørelsen fra den katolske kirke, som var stærkt imod prævention. Alt i alt har Irland udviklet sig i en globaliseret retning efter år 1922.

## Demografiske ændringer
Tekst mangler, hjælp os med at skrive teksten